# Matt Vesely
Matthew Vesely és un cineasta australià, més conegut pel seu llargmetratge de 2022 Monolith. Altres treballs seus han estat la sèrie web Wastelander Panda (2013) i els curtmetratges My Best Friend Is Stuck on the Ceiling (2015) i System Error (2020). Treballa com a director de desenvolupament a Closer Productions.

## Primer anysi educació
Matthew Vesely va créixer a Adelaide, Austràlia Meridional.
Per a l'escola secundària, va assistir a l'Scotch College a Adelaide, graduating in 2004. Es va graduar a la Universitat de Flinders amb una llicenciatura en arts creatives el 2007.

## Carrera
La carrera de Vesely va començar fent una sèrie de curtmetratges de baix pressupost, incloent la comèdia Better Late Than Never, el documental Street's Press i el drama de 2009 A Load Of Buckshot. L'any 2009, va participar en el taller inaugural de desenvolupament de FilmLab de la South Australian Film Corporation. El seu curtmetratge The Thing About Dolphins, produït sota els auspicis de FilmLab, es va projectar al Festival de Cinema d'Adelaide el 2011 i va ser nominat a quatrela  South Australian Screen Awards. La pel·lícula de 18 minuts també es va projectar en altres festivals de curtmetratges d'Austràlia, així com al Raindance Film Festival a Londres.
El 2013, va formar part de l'equip de redacció de la sèrie web de ciència-ficció post-apocalíptica Wastelander Panda (amb Victoria Cocks i Mike Jones),que va ser produïda per Kirsty Stark i per  Epic Films a Adelaide. La sèrie va arribar a un públic mundial, va aparèixer a la portada de Buzzfeed, io9, Gizmodo i Neatorama, i va convidar a comparacions amb Mad Max, La carretera i El llibre d'Eli'. Després de publicar-se en línia durant més de tres dies, la sèrie es va visualitzar 100.000 vegades en tres dies a 150 països. Aleshores, el projecte va rebre finançament federal per a una sèrie en línia de sis parts.
Ha treballat amb Closer Productions durant molts anys, durant uns quants anys com a director de desenvolupament, al costat de la cofundadora i propietaria de la companyia Sophie Hyde i la productora Rebecca Summerton. El 2015 Hyde va coproduir el seu curtmetratge My Best Friend Is Stuck on the Ceiling, protagonitzada per Tom Ward i Erin James, i la veu del còmic canadenc Nick Nemeroff. Escrita, dirigida i coeditat per Vesely, la pel·lícula es va estrenar al Festival de Cinema d'Adelaide el 2015, es va estrenar internacionalment al Palm Springs International ShortFest, i també es va projectar al Festival Internacional de Cinema de Melbourne, al Festival de Cinema de Sydney, al Flickerfest i al Festival de Cinema de St Kilda, en total 18 mesos de gira. Va ser llançat en servei de streaming el 22 d'octubre de 2019. La pel·lícula es va fer pública a YouTube després de ser seleccionada pel canal "Short of the Week" l'11 de maig de 2020.
També a través de Closer, Vesely va ser escriptor i productor de guions de la sèrie de televisió del 2017 F*!#ing Adelaide, protagonitzada per Pamela Rabe, Tilda Cobham-Hervey, i Kate Box, i es va projectar al Festival de Cinema d'Adelaide i a ABC Television. També va ser productor de guió de la sèrie dramàtica de SBS Television del 2019 The Hunting, protagonitzada per Asher Keddie i Richard Roxburgh.
Vesely també ha treballat com a escriptor i productor de clips a la sèrie de comèdia d'ABC The Weekly with Charlie Pickering.
El seu curtmetratge del 2020, System Error, va comptar amb David Quirk com Sid, Nick Nemeroff (com la veu de George the Robot) i Vesely com a George the Human. Melbourne. Es va estrenar al Regne Unit a l'Aesthetica Film Festival el 3 de novembre de 2020. La pel·lícula va ser seleccionada per al Festival de Cinema de Tribeca de 2020 i va obrir el Festival de Cinema de St Kilda de 2021 a Melbourne. Es va estrenar al Regne Unit a l'Aesthetica Film Festival el 3 de novembre de 2020. Va ser allotjada per DUST, que el va posar a disposició al seu canal de YouTube el març de 2021. Vesely va descriure System Error com "una mena de pilot per a una sèrie en la qual estem treballant anomenada Overheater, que és una comèdia romàntica distòpica sobre un triangle amorós entre una dona jove ansiosa, un home imprudent amb un desig de mort i... George". La pel·lícula tracta sobre la malaltia mental i l'amistat, i "estar bé amb ser trencat".
El primer llargmetratge de Vesely, thriller de ciència-ficció Monolith, amb un sol actor a la pantalla, Lily Sullivan, va ser seleccionat per a la seva estrena internacional a SXSW el 2023, després d'una projecció al Festival de Cinema d'Adelaide 2022. També es va projectar al Festival Internacional de Cinema Fantàstic de Bucheon i al LVI Festival Internacional de Cinema Fantàstic de Catalunya. Va ser ben ressenyada pel respectat crític de cinema australià David Stratton, així com per The New York Times, The Guardian, i altres crítics. Es va estrenar als cinemes d'Austràlia i Nova Zelanda el 2023, i als Estats Units el 2024. Vesely va ser entrevistat a RogerEbert.com sobre la pel·lícula abans de l'estrena als Estats Units.
Ha estat treballant amb Garth Davis i See-Saw Films com a guionista en una adaptació televisiva de la novel·la gràfica francesa de Léo Quievreux publicada en anglès com a The Immersion Program. L'abril de 2022, Screen Australia va anunciar el finançament de la sèrie de televisió dramàtica de ciència-ficció Immersion, escrita per Vesely, dirigida per Davis, i producció executiva d'Emile Sherman i Samantha Lang.
Pel febrer de 2024 també estava treballant en el desenvolupament d'una altra pel·lícula amb el seu equip de Monolith (Lucy Campbell, escriptora, i Bettina Hamilton, productora), i un projecte en solitari, escrivint un guió per a una "mens de pel·lícula de culte lovecraftiana". El trio va aparèixer en un article titulat "Behind the screens: Meet 14 next generation South Australian directors" a The Advertiser el desembre de 2024, dient que la indústria del cinema  d'Austràlia Meriodional havia augmentat la seva activitat a un nivell que no s'havia vist des dels anys setanta.

### Altres activitats
Vesely també ha actuat com a còmic de monòlegs. El 2019, va fer un espectacle al Festival de Cinema d'Adelaide, anomenat "Matt Vesely i George The Robot Perform a Very Normal Stand Up Comedy Routine", que va obtenir bones crítiques.
El 2020, va aparèixer en un paper menor al llargmetratge A Sunburnt Christmas.
Va escriure un assaig sobre els aspectes tècnics i altres de treballar amb un objecte inanimat en una pel·lícula, basat en les seves experiències amb System Error, per al lloc web de cinema No Film School.

## Reconeixements
- 2012: Guanyador, Millor vídeo musical, SA Screen Awards[6]
- 2014: Colin Thiele Scholarship for Creative Writing,[45][8] que va utilitzar en un projecte anomenat Catharsis, una sèrie de 52 contes, publicat setmanalment.[46]
- 2016: Guanyador, Millor comèdia i millor guió, South Australian Screen Awards, per My Best Friend Is Stuck on the Ceiling[15]
- 2016: Nominada, al Premi Dendy al millor curt australià al Festival de Cinema de Sydney, per My Best Friend Is Stuck on the Ceiling[15][8]
- 2016: Menció especial, Premi al guió curt, al Festival de Cinema de Sydney, per My Best Friend Is Stuck on the Ceiling[15][8]
- 2017: Guanyador, Millor guió, Festival de cinema Heart of Gold, per My Best Friend Is Stuck on the Ceiling[15]
- 2018: guió d'un llargmetratge, Overheater, seleccionat per al Premi John Hinde del Sindicat de Guionistes Australians.[15]
- 2023: Monolith va ser un dels quatre nominats per al CinefestOZ Film Prize, el premi cinematogràfic més ric del país i amb un valor de,100.000 AUD.[47]
- 2023: A la llista de "Rising Talent List" d' IF Magazine (patrocinada per AFTRS)[27]
- 2023: Nominada, Premis ADG, categoria "Millor direcció en un llargmetratge debut"[48]
- 2024: Nominada, Premi AACTA a la millor pel·lícula independent (Monolith)[49]
- 2024: Destinatari (juntament amb Aaron Fa'aoso i quatre persones més) del programa Talent Gateway, una iniciativa conjunta de Screen Australia i Australians in Film, que té com a objectiu ajudar els cineastes emergents a desenvolupar les seves habilitats i establir connexions, per tal de tenir èxit encara més al mercat internacional[50]
- 2024: un dels deu cineastes seleccionats per a la iniciativa "Adelaide Film Festival goes to Cannes"[26]
- 2024: Guanyador, Millor llargmetratge als SA Screen Awards (Monolith)